# Diprotodon
Diprotodon is het grootste geslacht van uitgestorven buideldieren ooit en het behoort tot de familie Diprotodontidae van de orde Diprotodontia. Diprotodon, wat in het Grieks 'twee voorwaartse tanden' betekent, is het grootste bekende buideldier dat ooit heeft geleefd. De grootste soort was D. optatum. Deze gigant leefde tussen 2 miljoen en 50.000 jaar geleden, tijdens het Pleistoceen, in Australië, samen met andere grote zoogdieren (megafauna). Samen met vele andere leden van een groep soorten die gezamenlijk bekend staan als de 'Australische megafauna', bestond deze ongeveer 1,6 miljoen jaar geleden tot het uitsterven ongeveer 46.000 jaar geleden (gedurende het grootste deel van het Pleistoceen-tijdperk). Diprotodon-soortenfossielen zijn gevonden op locaties op het vasteland van Australië,  inclusief complete schedels en skeletten, haar en voetafdrukken. Er zijn vrouwelijke skeletten gevonden met baby's die zich op de plek van de moederbuidel bevonden. De grootste exemplaren waren ter grootte van een nijlpaard: ongeveer drie meter van neus tot staart, twee meter lang bij de schouder en wogen ongeveer 2.790 kilogram. De romp, de kop en de poten van Diprotodon waren zwaargebouwd en het dier had een beerachtige vorm. Diprotodonten zijn mogelijk afgebeeld op Aboriginal rock art-afbeeldingen in het traditionele land Quinkan (Queensland, Australië). Het was een grazer die met zijn lange voortanden grassen afplukte en met zijn klauwen wortels uitgroef. Ze woonden in open bossen en graslanden, bleven mogelijk dicht bij water en aten bladeren, struiken en sommige grassen. De naaste familieleden van Diprotodon zijn de wombats en de koala. Diprotodonten kunnen een inspiratie zijn geweest voor de legenden van de bunyip, omdat sommige Aboriginalstammen Diprotodon-botten identificeren als die van bunyips. Diprotodon was een zoolganger.

## Beschrijving
Diprotodon leek oppervlakkig op een neushoorn zonder hoorn. Zijn voeten draaiden naar binnen als die van een wombat, waardoor het een duifachtige uitstraling kreeg. Het had sterke klauwen op de voorpoten en de opening van de buidel was naar achteren gericht. De voetafdrukken zijn gevonden met een bedekking van haar, wat aangeeft dat het een vacht had die leek op een moderne wombat. Tot voor kort was onbekend hoeveel Diprotodon-soorten er bestonden. Acht soorten worden beschreven, hoewel veel onderzoekers geloofden dat deze eigenlijk slechts drie vertegenwoordigden, terwijl sommige naar schatting ongeveer twintig in totaal zouden kunnen bestaan.

## Vindplaatsen
De eerste geregistreerde overblijfselen van Diprotodon werden begin 1830 ontdekt in een grot in de buurt van Wellington (New South Wales), door bushman George Ranken en majoor Thomas Mitchell. De laatste stuurde hen naar Engeland voor studie door Sir Richard Owen. Tijdens de jaren 1840 ontdekte Ludwig Leichhardt veel Diprotodon-botten die uit de oevers van kreken in de Darling Downs van Queensland erodeerden en toen hij de vondst aan Owen rapporteerde, merkte hij op dat de overblijfselen zo goed bewaard waren gebleven, dat hij verwachtte levende voorbeelden te vinden in de toen onontgonnen centrale regio's van Australië.
De meeste fossiele vondsten zijn van demografische groepen die wijzen op diprotodonten die stierven door droogte. Bijvoorbeeld, honderden individuen werden gevonden in Lake Callabonna met goed bewaarde lagere lichamen, maar verpletterde en vervormde hoofden. Men denkt dat verschillende familiegroepen in modder zijn gezonken tijdens het oversteken van de drogende plas. Andere vondsten bestaan uit leeftijdsgroepen van jonge of oude dieren, die het eerst sterven tijdens een droogte. In 2012 werd een significante groep van ongeveer veertig exemplaren gevonden in Eulo, in het zuidwesten van Queensland.

## Taxonomie
Diprotodon werd genoemd door Owen (1838). Het werd toegewezen aan de Diprotodontidae door McKenna en Bell (1997). De historische classificatie van Diprotodon bestond uit acht soorten: D. optatum, Owen, 1838, D. australis, Owen, 1844, D. annextans, McCoy, 1861, D. minor, Huxley, 1862, D. longiceps, McCoy 1865, D. loderi, Krefft, 1873a, D. bennettii, Krefft, 1873b (neg D. D. bennettii, Owen, 1877); en D. bennettii, Owen, 1877 (neg. D. bennettii, Krefft, 1873b); gebaseerd op grootte of geringe morfologische verschillen van afzonderlijke specimen, verzameld uit geïsoleerde geografische regio's.  Bimodale tandafmetingen, in plaats van een continuüm van tandafmetingen en identieke mannelijke en vrouwelijke tandmorfologie, duiden op seksueel dimorfisme in plaats van afzonderlijke soorten, waardoor krachtig bewijs wordt geleverd dat de acht soorten synoniemen zijn voor D. optatum.

## Paleobiologie
Recent onderzoek vergeleek de variatie tussen alle beschreven Diprotodon-soorten met de variatie in een van de grootste levende buideldieren van Australië, de oostelijke grijze kangoeroe, en ontdekte dat het bereik vergelijkbaar was, met een bijna continentale verdeling. Dit liet slechts twee mogelijke Diprotodon-soorten over die alleen in grootte verschillen, waarbij de kleinere ongeveer de helft kleiner is dan de grotere. Volgens het 'concurrentie-uitsluitingsprincipe' van Gause kunnen er geen twee soorten met identieke ecologische vereisten naast elkaar bestaan in een stabiele omgeving. Zowel de kleine als de grote diprotodonten bestonden echter gelijktijdig in het Pleistoceen en het grootteverschil is vergelijkbaar met andere seksueel dimorfe levende buideldieren. Verder bewijs is de strijdschade die veel voorkomt bij concurrerende mannetjes die op de grotere exemplaren worden gevonden, maar in de kleinere exemplaren ontbreken. Tandmorfologie ondersteunt ook seksueel dimorfisme, met zeer seksueel dimorfe buideldieren, zoals de grijze kangoeroe, met verschillende tandgroottes tussen mannen en vrouwen, maar beide geslachten met dezelfde tandmorfologie. Een identieke tandmorfologie komt voor in de grote en kleine Diprotodon. De taxonomische implicatie is dat Owen's oorspronkelijke Diprotodon optatum de enige geldige soort is.
Een enkele seksueel dimorfe soort maakt gedragsinterpretaties mogelijk. Alle seksueel dimorfe soorten van meer dan vijf kilogram vertonen een polygyne fokstrategie. Een modern voorbeeld hiervan is de gendersegregatie van olifanten, waarbij vrouwtjes en de jongeren familiegroepen vormen, terwijl alleenstaande mannen vechten voor het recht om te paren met alle vrouwtjes van de groep. Dit gedrag is consistent met fossiele vondsten waarbij volwassen/jonge fossiele assemblages meestal alleen vrouwelijke volwassen overblijfselen bevatten. Cyclische variaties in de strontiumisotoopverhoudingen in het tandglazuur van een 300.000 jaar oud fossiel impliceren dat Diprotodon seizoensgebonden migraties ondernam, waardoor het de enige bekende uitgestorven of bestaande metatheriaan is om dat te doen. Het koolstof-13-glazuurgehalte bleek weinig variatie te hebben, wat duidt op een relatief consistent dieet gedurende een jaar dat een mix van zowel C3- als C4-planten bevat.

## Uitsterven
De meeste moderne onderzoekers, waaronder Richard Roberts en Tim Flannery, beweren dat diprotodonten, samen met een breed scala aan andere Australische megafauna, uitstierven kort nadat mensen ongeveer 50.000 jaar geleden in Australië aankwamen. Sommige oudere onderzoekers, waaronder Richard Wright, beweren integendeel dat diprotodont overblijft van verschillende vindplaatsen, zoals Tambar Springs en Trinkey en Lime Springs en suggereren dat Diprotodon veel langer heeft overleefd in het Holoceen. Andere, recentere onderzoekers, waaronder Lesley Head en Judith Field, geven de voorkeur aan een uitstervingsdatum van 28.000 tot 30.000 jaar geleden, wat zou betekenen dat mensen ongeveer 20.000 jaar lang samenleefden met Diprotodon. Tegenstanders van 'late uitsterven'-theorieën hebben dergelijke late datums echter geïnterpreteerd op basis van indirecte dateringsmethoden als artefacten als gevolg van herplaatsing van skeletmateriaal in recentere strata en recente directe dataresultaten verkregen met nieuwe technologieën hebben de neiging gehad deze interpretatie te bevestigen. Drie theorieën zijn naar voren gebracht om het massale uitsterven te verklaren.

### Klimaatverandering
Australië heeft een zeer lang proces van geleidelijke droogvorming ondergaan sinds het zich ongeveer 40 miljoen jaar geleden afsplitste van Gondwana. Van tijd tot tijd keerde het proces een tijdje terug, maar over het algemeen was de trend sterk gericht op lagere regenval. De recente ijstijden veroorzaakten geen significante ijstijd op het vasteland van Australië, maar lange periodes van koud en zeer droog weer. Dit droge weer tijdens de laatste ijstijd heeft mogelijk alle grote diprotodonten gedood. Critici wijzen op een aantal problemen met deze theorie. Ten eerste hadden grote diprotodonten al een lange reeks vergelijkbare ijstijden overleefd en er is geen specifieke reden duidelijk dat de meest recente had moeten bereiken wat alle voorgaande ijstijden niet hadden gedaan. Ook piekte de klimaatverandering 25.000 jaar na het uitsterven. Ten slotte blijven sommige delen van het continent, zelfs tijdens extreme klimaten, altijd relatief vrijgesteld. Het tropische noorden blijft bijvoorbeeld redelijk warm en nat in alle klimatologische omstandigheden, terwijl valleien in de Alpen minder worden getroffen door droogte, enzovoort.

### Menselijke bejaging
De overkill-theorie is dat menselijke jagers de diprotodonten hebben gedood en opgegeten, waardoor ze uitstierven. Het uitsterven lijkt samen te vallen met de komst van mensen op het continent en in grote lijnen was Diprotodon de grootste en minst goed verdedigde soort die uitgestorven was. Soortgelijke jacht vond plaats met de megafauna van Nieuw-Zeeland, Madagaskar en veel kleinere eilanden over de hele wereld (zoals Nieuw-Caledonië, Cyprus, Kreta en althans gedeeltelijk in Amerika), waarschijnlijk binnen duizend jaar of zo. Recente vondsten van Diprotodon-botten die slachtsporen lijken te vertonen, ondersteunen deze theorie. Critici van deze theorie beschouwen het als simplistisch en beweren dat (in tegenstelling tot Nieuw-Zeeland en Amerika) weinig direct bewijs van de jacht is gevonden en dat de data waarop de theorie rust te onzeker zijn om betrouwbaar te zijn. De hoge resolutie chronologie van de veranderingen ondersteunt echter de hypothese dat alleen menselijke jacht de megafauna elimineerde.

### Menselijk landbeheer
De derde theorie zegt dat mensen indirect het uitsterven van diprotodonten veroorzaakten door het ecosysteem waarvan ze afhankelijk waren te vernietigen. In het bijzonder wordt gedacht dat vroege Aboriginals vuurstokboeren zijn geweest die vuur regelmatig en aanhoudend gebruikten om wild te besturen, dichte struikgewas van vegetatie openstellen en verse groene hergroei creëren voor zowel mensen als wilde dieren om te eten. Bewijs voor de brandhypothese is de plotselinge toename van wijdverbreide asafzettingen op het moment dat mensen in Australië aankwamen, evenals landbeheer en jachtpraktijken van moderne Aboriginals, zoals vastgelegd door de eerste Europese kolonisten voordat de Aboriginal-samenleving werd verwoest door Europees contact en ziekte. Bewijs tegen de hypothese is het feit dat mensen de megafauna van Tasmanië lijken te hebben geëlimineerd zonder vuur te gebruiken om de omgeving daar te wijzigen.

### Andere oorzaken
Bovenstaande hypothesen sluiten niet noodzakelijkerwijs elkaar uit. Elk van de voorgestelde mechanismen kan mogelijk de andere twee ondersteunen. Terwijl bijvoorbeeld een gebied van vrij dik bos wordt verbrand en het dus in een meer open, grasrijke omgeving wordt veranderd, kan de levensvatbaarheid van een grote bladeter (een dier dat bladeren eet in plaats van grassen) vermindert, het omgekeerde kan ook waar zijn: het verwijderen van de bladetende dieren binnen een paar jaar produceert een zeer dikke ondergroei die, wanneer een brand uiteindelijk door natuurlijke oorzaken begint (zoals branden om de paar honderd jaar doen), met meer dan gebruikelijke wildheid brandt. Het uitgebrande gebied wordt vervolgens opnieuw bevolkt met een groter deel van brandminnende plantensoorten (met name eucalyptussen, sommige acacia's en de meeste inheemse grassen) die ongeschikt zijn voor de meeste bladetende dieren. Hoe dan ook, de trend is in de richting van de moderne Australische omgeving van licht ontvlambare open sclerofylle bossen, bossen en graslanden, die allemaal niet geschikt zijn voor grote, langzaam bewegende dieren en hoe dan ook, het veranderde microklimaat produceert aanzienlijk minder regenval.
Een onderzoek van moerassedimentkernen over de laatste 130.000 jaar vanuit Lynch's Crater in Queensland suggereert dat jagen mogelijk de belangrijkste oorzaak van het uitsterven was. Analyse van Sporormiella-schimmelsporen (die voornamelijk afkomstig zijn van de mest van megaherbivoren) in de kernen toont aan dat de megafauna in dat gebied ongeveer 41.000 jaar geleden vrijwel was verdwenen, in een tijd waarin de klimaatveranderingen minimaal waren. De verandering ging gepaard met een toename van houtskool en werd gevolgd door een overgang van regenwoud naar brandtolerante sclerofylvegetatie. De hoge resolutie chronologie van de veranderingen geeft aan dat het vuur ongeveer een eeuw na het verdwijnen van het surfen op megafauna toenam, waarschijnlijk als gevolg van ophoping van brandstof. Het gras nam in de loop van de volgende eeuwen toe, sclerofylvegetatie nam toe na een vertraging van een andere eeuw en een sclerofylbos ontwikkelde zich ongeveer duizend jaar later. Eerdere toenames van sclerofylvegetatie tijdens verschuivingen naar koelere, drogere omstandigheden ongeveer 120.000 en 75.000 jaar geleden hadden geen duidelijke invloed op de megafaunale overvloed.